# Sloup svatého Kryštofa (Lvov)
Sloup svatého Kryštofa je pamětní sloup z počátku 18. století. Jedná se o architektonickou památku národního významu. Nachází se v historickém centru Lvova a je součástí komplexu staveb na území u Arménské katedrály. Konkrétně stojí na Východním nádvoří (též známo pod názvem Kryštofovo nádvoří), v blízkosti Arménské ulice.

## Historie
Sloup připomíná požár, který vypukl v katedrále, v roce 1712, a výrazně poškodil jak samotný kostel, tak i sousední budovy. Důkladné práce na obnově komplexu Arménské katedrály začaly až v roce 1723, vedl je a financoval vrchní rada arménského soudu Kryštof Augustynovič (pol. Krzysztof Augustynowicz/ Christophorus Augustynowicz, ukr. Христофор Августинович), bratr tehdejšího arcibiskupa Jana Tobiáše Augustynoviče. Na památku požáru a následné obnovy katedrály, jakož i na znamení vděčnosti svému patronovi, nechal postavit v roce 1726, na území patřícímu Arménské apoštolské církve, Kryštof Augustynovič pamětní sloup se sochou svatého Kryštofa. Dle některých badatelů je autorem této sochy pravděpodobně dvorní sochař knížat Višněveckých, sochař německého původu, Christian Seyner. V roce 2016 byl sloup zrekonstruován.

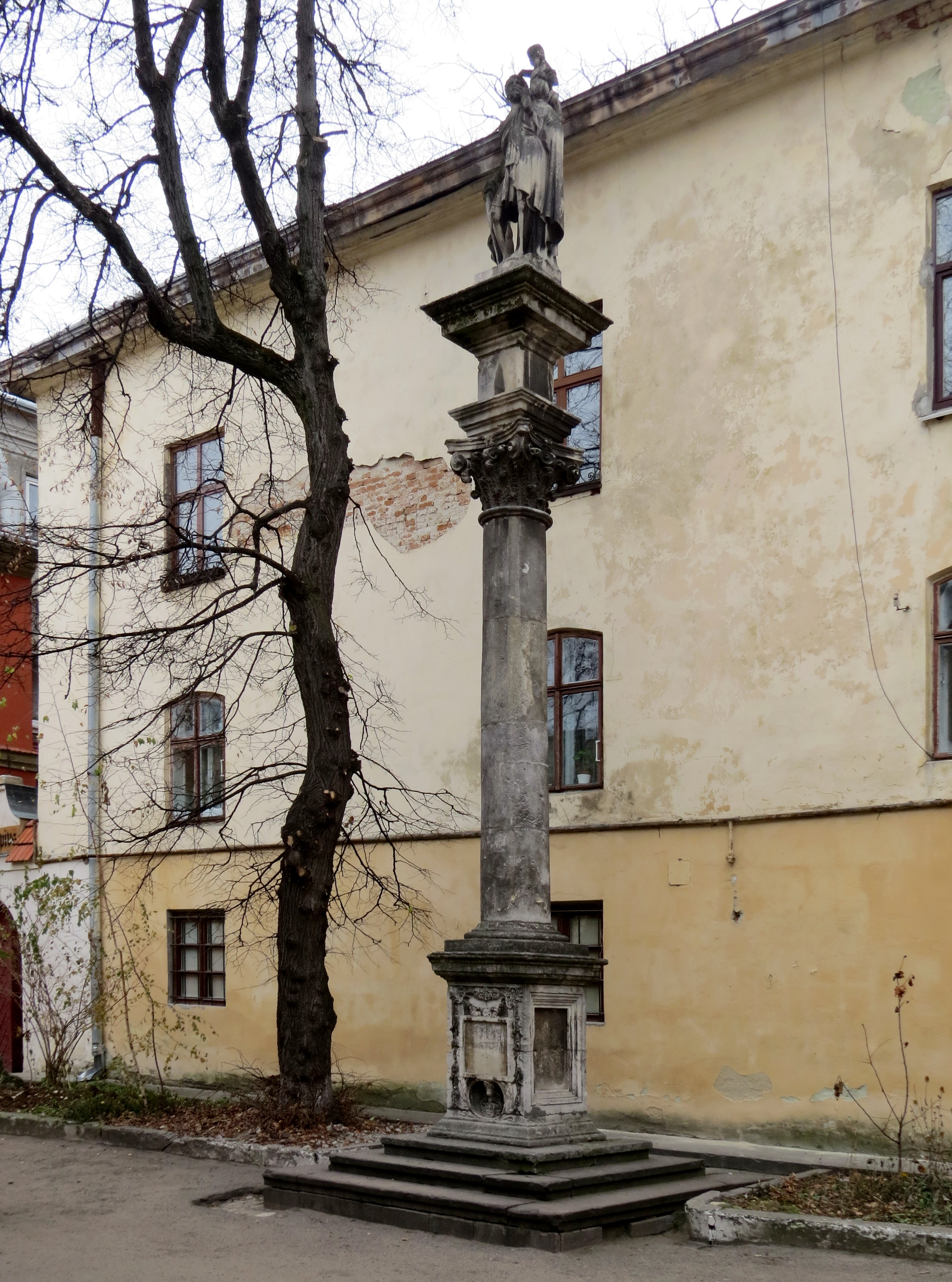
Sloup před rekonstrukcí (2014)

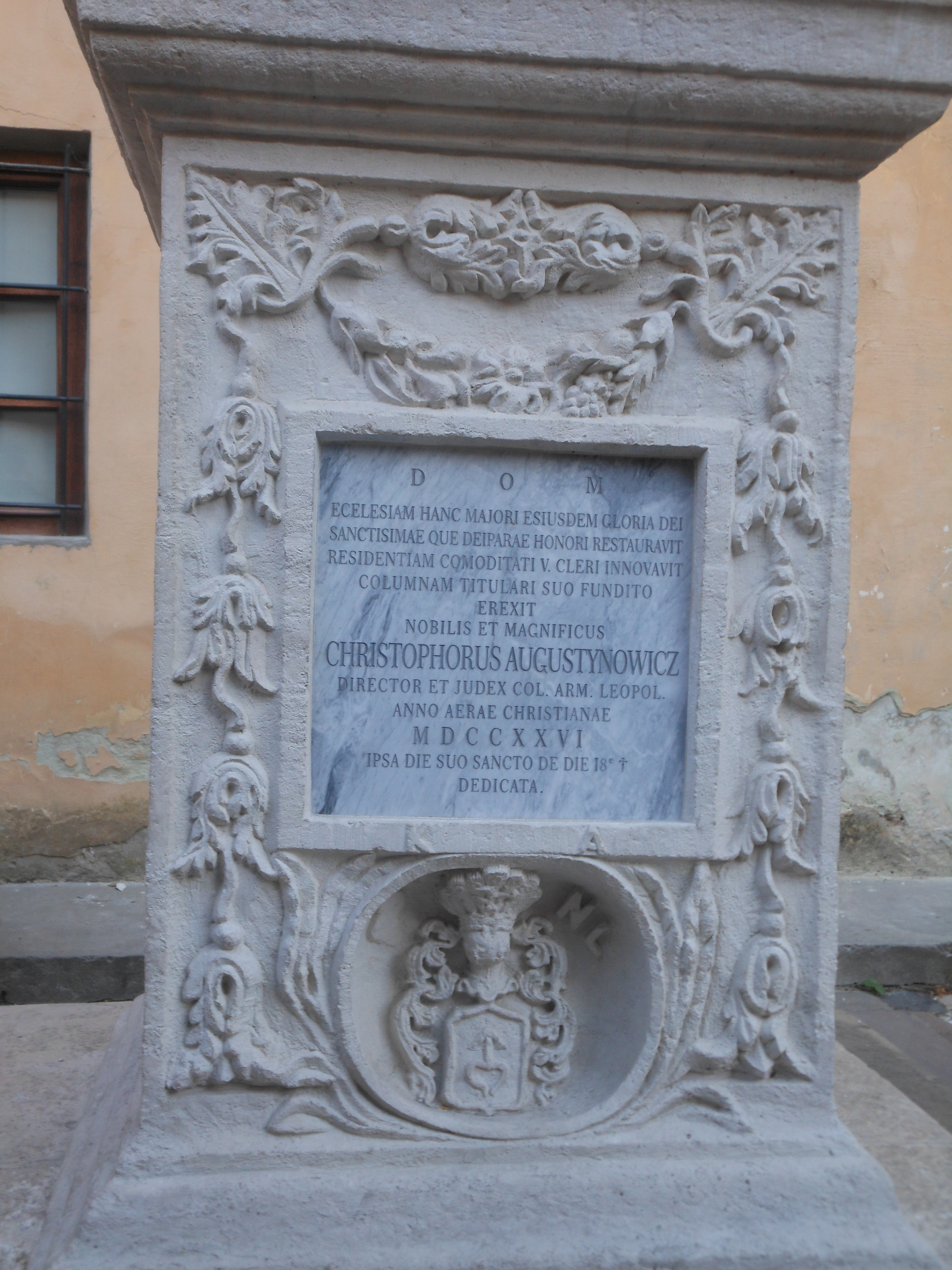
Pamětní tabule na podstavci sloupu svatého Kryštofa

## Popis
Na místě, kde dnes stojí sloup, byla v 16. století studna. Pomník má podobu barokního sloupu posazeného na vysokém podstavci, který stojí na trojstupňovém základu. Hlavice sloupu je korintského řádu, a slouží jako podstavec pro postavu svatého Kryštofa. Svatý je zobrazen v kanonickém provedení: na jeho levém rameni sedí maličký Kristus, kterého podle legendy Kryštof přenesl přes řeku a následně jím byl pokřtěn. Kristus pravou rukou žehná a v levé drží kouli, korunovanou křížem - symbol křesťanského světa. Sochařské provedení obou postav je mistrovské a zároveň je charakteristické promyšlenou kompozicí.
Na podstavci sloupu byly původně dvě desky s latinskými nápisy. První, umístěná ve směru kostela, obsahuje text:
"D. O. M. Ecclesiam hanc majorem ejusdem gloriae Dei sanctissimaeque Deiparae honori restauravit, residentiam commoditati cleri innovavit, columnam tutelari sue funditus erexit nobilis et magnificus Christophorus Augustynowicz director et judex nat. arm. Leopol. Anno aerae Christianae MDCCXXVI"
Překlad:
"Bohu Nejlepšímu Největšímu. Tento kostel zrekonstruoval k větší slávě Boží a na počest Matky Boží, rezidenci obnovil ve prospěch duchovenstva, ze své nadace sloup svému patronovi postavil, šlechetný a vznešený Christophorus Augustynowicz, vrchní soudní rada arménského národa ve Lvově. Léta Páně 1726"
Pod touto deskou je vytesán rodový erb Augustynovičů - tzv.  Odrovonž (pol. Odrowąż).
Pamětní deska, která byla umístěna na straně podstavce orientovaného k Arménské ulici, byla ztracena, ale je známo, že na ní byl latinský nápis o obnovení katedrály po následném požáru v roce 1877, donátorem Boleslavem Augustynovičem de Odrovonžem:
"Boleslav de Odrovonž Augustynovič, jako znamení vděčné vzpomínky na svého dědečka, jménem vlastním a jménem S. M. Lva Augustynoviče, obnovil tuto sochu Léta Páně 1877"